# القديسة سارة
القديسة سارة (بالإنجليزية: Saint Sarah)‏‏ (القرن 1 في مصر - القرن 1 ) مبشرة من مصر.